# Tiro nos Jogos Olímpicos de Verão de 2016 - Carabina de ar 10 m feminino
A prova da carabina de ar a 10 metros feminino do tiro nos Jogos Olímpicos de Verão de 2016 decorreu a 6 de agosto no Centro Olímpico de Tiro.

## Formato da competição
Na ronda de qualificação cada atiradora pôde fazer 40 tiros com uma carabina de ar, em pé a 10 metros de distância do alvo. As pontuações para cada tiro aumentaram um ponto, até um máximo de 10 pontos.
As oito melhores apuraram-se para a final, onde dispararam mais 20 tiros. As pontuações para cada tiro aumentaram num fator de 0.1, até à pontuação máxima de 10.9.

## Medalhistas
Foi a prova que atribuiu as primeiras medalhas dos Jogos de 2016, com a estadunidense Virginia Thrasher a conquistar o ouro. Superou a chinesa Du Li, enquanto Yi Siling, também da China, foi melhor do que a alemã Barbara Engleder para ganhar o bronze.
| Ouro   | USA Virginia Thrasher |
| Prata  | CHN Du Li             |
| Bronze | CHN Yi Siling         |

## Recordes
Antes do evento, estes eram os recordes olímpicos e mundiais:
| Qualificação     | Qualificação                                   | Qualificação                                   | Qualificação                                   | Qualificação                                   | Qualificação                                   |
| Tipo             | Atiradora                                      | Pontos                                         | Local                                          | Data                                           |                                                |
| ---------------- | ---------------------------------------------- | ---------------------------------------------- | ---------------------------------------------- | ---------------------------------------------- | ---------------------------------------------- |
| Recorde mundial  | Chen Dongqi                                    | 422.9                                          | Munique                                        | 28 de maio de 2015                             |                                                |
| Recorde olímpico | As regras mudaram desde as últimas Olimpíadas. | As regras mudaram desde as últimas Olimpíadas. | As regras mudaram desde as últimas Olimpíadas. | As regras mudaram desde as últimas Olimpíadas. | As regras mudaram desde as últimas Olimpíadas. |

| Final                                          | Final     | Final  | Final  | Final              | Final |
| Tipo                                           | Atiradora | Pontos | Local  | Data               |       |
| ---------------------------------------------- | --------- | ------ | ------ | ------------------ | ----- |
| Recorde mundial                                | Yi Siling | 211.0  | Pequim | 3 de julho de 2014 |       |
| As regras mudaram desde as últimas Olimpíadas. |           |        |        |                    |       |

Os seguintes recordes foram estabelecidos durante a competição:
| Data        | Fase         | Atiradora         | País               | Pontos | Tipo             |
| ----------- | ------------ | ----------------- | ------------------ | ------ | ---------------- |
| 6 de agosto | Qualificação | Du Li             | CHN China          | 420.7  | Recorde olímpico |
| 6 de agosto | Final        | Virginia Thrasher | USA Estados Unidos | 208.0  | Recorde olímpico |

## Resultados

### Qualificação
Estes foram os resultados da fase inicial:
| Pos. | Atiradora                | País                       | 1     | 2     | 3     | 4     | Total | Inner 10s | Shoot-off | Notas |
| ---- | ------------------------ | -------------------------- | ----- | ----- | ----- | ----- | ----- | --------- | --------- | ----- |
| 1    | Du Li                    | CHN China                  | 104.5 | 106.0 | 104.8 | 105.4 | 420.7 |           |           | Q,    |
| 2    | Barbara Engleder         | GER Alemanha               | 105.2 | 104.1 | 105.7 | 105.3 | 420.3 |           |           | Q     |
| 3    | Elaheh Ahmadi            | IRI Irã                    | 104.5 | 103.5 | 104.0 | 105.8 | 417.8 |           |           | Q     |
| 4    | Daria Vdovina            | RUS Rússia                 | 103.9 | 104.7 | 104.7 | 104.1 | 417.4 |           |           | Q     |
| 5    | Sarah Scherer            | USA Estados Unidos         | 105.2 | 103.6 | 103.8 | 104.2 | 416.8 |           |           | Q     |
| 6    | Virginia Thrasher        | USA Estados Unidos         | 103.4 | 104.5 | 105.2 | 103.2 | 416.3 |           |           | Q     |
| 7    | Snježana Pejčić          | CRO Croácia                | 104.3 | 102.9 | 103.5 | 105.3 | 416.0 |           |           | Q     |
| 8    | Yi Siling                | CHN China                  | 103.5 | 104.7 | 105.4 | 102.3 | 415.9 |           |           | Q     |
| 9    | Natallia Kalnysh         | UKR Ucrânia                | 103.7 | 104.0 | 104.0 | 104.1 | 415.8 |           |           |       |
| 10   | Olivia Hofmann           | AUT Áustria                | 103.4 | 102.7 | 104.9 | 104.7 | 415.7 |           |           |       |
| 11   | Najmeh Khedmati          | IRI Irã                    | 102.7 | 104.1 | 104.5 | 104.4 | 415.7 |           |           |       |
| 12   | Ivana Maksimović         | SRB Sérvia                 | 104.2 | 105.0 | 102.4 | 103.8 | 415.4 |           |           |       |
| 13   | Selina Gschwandtner      | GER Alemanha               | 102.5 | 104.5 | 103.8 | 104.0 | 414.8 |           |           |       |
| 14   | Gankhuyagiin Nandinzayaa | MGL Mongólia               | 104.1 | 104.4 | 102.9 | 103.4 | 414.8 |           |           |       |
| 15   | Jennifer McIntosh        | GBR Grã-Bretanha           | 103.4 | 102.9 | 103.4 | 105.0 | 414.7 |           |           |       |
| 16   | Nina Christen            | SUI Suíça                  | 104.0 | 102.7 | 103.8 | 104.2 | 414.7 |           |           |       |
| 17   | Živa Dvoršak             | SLO Eslovênia              | 103.5 | 105.3 | 102.1 | 103.8 | 414.7 |           |           |       |
| 18   | Nikola Mazurová          | CZE República Checa        | 104.4 | 102.0 | 103.4 | 104.6 | 414.4 |           |           |       |
| 19   | Park Hae-mi              | KOR Coreia do Sul          | 103.4 | 102.9 | 104.2 | 103.9 | 414.4 |           |           |       |
| 20   | Fernanda Russo           | ARG Argentina              | 103.5 | 103.4 | 104.1 | 103.4 | 414.4 |           |           |       |
| 21   | Sarah Hornung            | SUI Suíça                  | 102.8 | 104.6 | 103.9 | 103.0 | 414.3 |           |           |       |
| 22   | Julianna Miskolczi       | HUN Hungria                | 102.9 | 104.6 | 103.7 | 102.8 | 414.0 |           |           |       |
| 23   | Valentina Gustin         | CRO Croácia                | 105.4 | 101.2 | 103.1 | 104.2 | 413.9 |           |           |       |
| 24   | Goretti Zumaya           | MEX México                 | 103.0 | 104.9 | 102.8 | 103.2 | 413.9 |           |           |       |
| 25   | Jasmine Ser              | SIN Singapura              | 102.6 | 103.9 | 102.8 | 104.2 | 413.5 |           |           |       |
| 26   | Andrea Arsović           | SRB Sérvia                 | 104.3 | 103.4 | 102.9 | 102.9 | 413.5 |           |           |       |
| 27   | Shimaa Hashad            | EGY Egito                  | 102.0 | 103.9 | 103.6 | 103.7 | 413.2 |           |           |       |
| 28   | Minhal Sohail            | PAK Paquistão              | 102.5 | 104.1 | 104.5 | 102.1 | 413.2 |           |           |       |
| 29   | Agnieszka Nagay          | POL Polônia                | 104.8 | 102.3 | 102.4 | 103.3 | 412.8 |           |           |       |
| 30   | Malin Westerheim         | NOR Noruega                | 102.2 | 103.0 | 103.5 | 103.5 | 412.2 |           |           |       |
| 31   | Eglis Yaima Cruz         | CUB Cuba                   | 102.1 | 104.2 | 101.7 | 104.1 | 412.1 |           |           |       |
| 32   | Adéla Bruns              | CZE República Checa        | 103.0 | 103.2 | 102.3 | 103.3 | 411.8 |           |           |       |
| 33   | Petra Zublasing          | ITA Itália                 | 101.0 | 103.3 | 104.2 | 103.1 | 411.6 |           |           |       |
| 34   | Apurvi Chandela          | IND Índia                  | 104.2 | 102.7 | 103.3 | 101.4 | 411.6 |           |           |       |
| 35   | Tatjana Đekanović        | BIH Bósnia e Herzegovina   | 101.9 | 102.3 | 102.9 | 103.7 | 410.8 |           |           |       |
| 36   | Kim Eun-hye              | KOR Coreia do Sul          | 102.2 | 103.0 | 103.3 | 102.3 | 410.8 |           |           |       |
| 37   | Yelizaveta Korol         | KAZ Cazaquistão            | 100.3 | 103.9 | 103.4 | 103.0 | 410.6 |           |           |       |
| 38   | Stine Nielsen            | DEN Dinamarca              | 102.3 | 102.4 | 102.3 | 103.1 | 410.1 |           |           |       |
| 39   | Jennifer Hens            | AUS Austrália              | 104.4 | 103.5 | 102.3 | 99.9  | 410.1 |           |           |       |
| 40   | Sylwia Bogacka           | POL Polônia                | 103.6 | 102.5 | 101.5 | 101.5 | 409.1 |           |           |       |
| 41   | Amelia Fournel           | ARG Argentina              | 103.2 | 103.0 | 100.8 | 100.9 | 407.9 |           |           |       |
| 42   | Nina Balaban             | MKD República da Macedônia | 102.5 | 102.9 | 102.1 | 100.2 | 407.7 |           |           |       |
| 43   | Yarimar Mercado          | PUR Porto Rico             | 104.7 | 102.6 | 99.8  | 99.5  | 406.6 |           |           |       |
| 44   | Carina García            | BOL Bolívia                | 99.3  | 101.2 | 102.7 | 102.4 | 405.6 |           |           |       |
| 45   | Kunzang Lenchu           | BHU Butão                  | 102.4 | 100.9 | 100.5 | 101.1 | 404.9 |           |           |       |
| 46   | Dianelys Pérez           | CUB Cuba                   | 100.9 | 103.4 | 99.9  | 99.3  | 403.5 |           |           |       |
| 47   | Ayonika Paul             | IND Índia                  | 102.0 | 104.5 | 102.5 | 94.0  | 403.0 |           |           |       |
| 48   | Urata Rama               | KOS Kosovo                 | 98.9  | 100.9 | 101.3 | 101.2 | 402.3 |           |           |       |
| 49   | Hadir Mekhimar           | EGY Egito                  | 99.9  | 98.5  | 101.4 | 101.5 | 401.3 |           |           |       |
| 50   | Rosane Ewald             | BRA Brasil                 | 100.0 | 95.6  | 100.9 | 100.4 | 396.9 |           |           |       |
| 51   | Esther Barrugués         | AND Andorra                | 99.7  | 97.2  | 101.6 | 98.4  | 396.9 |           |           |       |

### Final
Estes foram os resultados da fase final:
| Pos.              | Atiradora             | 1    | 2    | 3    | 4    | 5    | 6    | 7    | 8    | 9    | 10   | 11   | 12   | 13   | 14   | 15   | 16   | 17   | 18   | 19   | 20   | Final | Notas            |
| ----------------- | --------------------- | ---- | ---- | ---- | ---- | ---- | ---- | ---- | ---- | ---- | ---- | ---- | ---- | ---- | ---- | ---- | ---- | ---- | ---- | ---- | ---- | ----- | ---------------- |
| Medalha de ouro   | USA Virginia Thrasher | 10.9 | 9.7  | 10.5 | 10.0 | 10.8 | 10.5 | 10.5 | 10.0 | 10.6 | 10.1 | 10.2 | 10.7 | 10.6 | 10.5 | 10.0 | 10.3 | 10.7 | 10.5 | 10.5 | 10.4 | 208.0 | Recorde olímpico |
| Medalha de prata  | CHN Du Li             | 10.5 | 9.9  | 10.3 | 10.9 | 10.4 | 10.0 | 10.5 | 10.3 | 9.7  | 10.5 | 9.6  | 10.8 | 10.5 | 10.4 | 10.3 | 10.8 | 10.2 | 10.8 | 10.5 | 10.1 | 207.0 |                  |
| Medalha de bronze | CHN Yi Siling         | 10.5 | 10.2 | 10.6 | 10.5 | 10.6 | 10.7 | 9.9  | 10.3 | 9.6  | 10.7 | 9.5  | 10.1 | 10.6 | 10.4 | 10.6 | 10.5 | 10.3 | 9.8  | —    | —    | 185.4 |                  |
| 4                 | GER Barbara Engleder  | 9.8  | 10.4 | 10.3 | 10.5 | 10.6 | 10.1 | 10.4 | 10.7 | 9.9  | 10.6 | 9.9  | 10.6 | 10.0 | 10.3 | 10.7 | 10.2 | —    | —    | —    | —    | 165.0 |                  |
| 5                 | RUS Daria Vdovina     | 10.0 | 10.3 | 10.5 | 10.3 | 9.9  | 10.3 | 10.6 | 10.4 | 10.7 | 10.7 | 10.0 | 10.3 | 9.2  | 10.3 | —    | —    | —    | —    | —    | —    | 143.5 |                  |
| 6                 | IRI Elaheh Ahmadi     | 10.3 | 9.9  | 10.6 | 10.1 | 10.5 | 9.9  | 9.5  | 10.4 | 10.4 | 10.7 | 10.5 | 9.7  | —    | —    | —    | —    | —    | —    | —    | —    | 122.5 |                  |
| 7                 | CRO Snježana Pejčić   | 10.1 | 10.7 | 10.5 | 9.5  | 10.0 | 10.0 | 10.7 | 10.0 | 10.6 | 9.9  | —    | —    | —    | —    | —    | —    | —    | —    | —    | —    | 102.0 |                  |
| 8                 | USA Sarah Scherer     | 10.4 | 9.6  | 10.1 | 9.1  | 10.1 | 10.1 | 9.0  | 10.2 | —    | —    | —    | —    | —    | —    | —    | —    | —    | —    | —    | —    | 78.6  |                  |

Legenda
| Recorde mundial      | Recorde mundial (World record)               |                       | Recorde africano                      | Recorde africano (African) |                                           | Q | Classificado por posição (Qualified) |
| Recorde olímpico     | Recorde olímpico (Olympic record)            | Recorde da América    | Recorde da América (Americas)         | q                          | Classificado por melhor tempo (Qualified) |   |                                      |
| Melhor marca do ano  | Melhor marca do ano (World leading)          | Recorde asiático      | Recorde asiático (Asian)              | DNS                        | Não largou (Did not start)                |   |                                      |
| Recorde nacional     | Recorde nacional (National record)           | Recorde europeu       | Recorde europeu (European)            | DNF                        | Não terminou (Did not finish)             |   |                                      |
| Recorde pessoal      | Recorde pessoal do atleta (Personal best)    | Recorde da Oceania    | Recorde da Oceania (Oceania)          | DSQ / DQ                   | Desclassificado (Disqualified)            |   |                                      |
| Recorde da temporada | Recorde da temporada do atleta (Season best) | Recorde sul-americano | Recorde sul-americano (South America) | NM                         | Sem marca (No mark)                       |   |                                      |